# Frank Evershed
Frank Evershed (ur. 6 września 1866 w Winshill, zm. 29 czerwca 1954 tamże) – angielski rugbysta i krykiecista, reprezentant kraju.
W latach 1889–1893 rozegrał dziesięć spotkań dla angielskiej reprezentacji rugby. Uprawiał także krykieta, grając między innymi dla hrabstwa Derbyshire.